# Orašac (gmina Prijepolje)
Orašac (cyr. Орашац) – wieś w Serbii, w okręgu zlatiborskim, w gminie Prijepolje. W 2011 roku liczyła 158 mieszkańców.